# Teilkündigung
Eine Teilkündigung ist eine Sonderform der Kündigung von Dauerschuldverhältnissen (z. B. Miet- oder Arbeitsverträge), bei der nur Einzelkomponenten des Vertrags gekündigt werden. 
Eine Teilkündigung ist unzulässig, wenn im Vertrag nicht die Möglichkeit zur Teilkündigung explizit vorgesehen ist. Dies ist sinnvoll, weil alle Abreden innerhalb eines Vertrages im Zusammenhang stehen.

## Mietrecht
Bei Wohnraummietverträgen ist eine Teilkündigung der Wohnung grundsätzlich nicht möglich, unter bestimmten Voraussetzungen ist der Vermieter berechtigt Teilkündigungen an Räume oder Flächen, die nicht zu Wohnzwecken dienen (Keller, Dachboden, Abstellkammer, Garagen, Stellplätze etc.) vorzunehmen. Zulässig ist dies aber nur, wenn der Vermieter diese Räume oder Flächen benötigt (z. B.Vermieter kündigt die Dachböden, um das Dachgeschoss ausbauen zu können). Der Mieter kann in solchen Fällen eine angemessene Senkung der Miete verlangen. Bei dieser Teilkündigung gilt immer die dreimonatige Kündigungsfrist § 573b BGB.